# Moqueur plombé
Mimus saturninus
Espèce
Statut de conservation UICN

 LC  : Préoccupation mineure
Le Moqueur plombé (Mimus saturninus) est une espèce de passereaux de la famille des Mimidae célèbre pour son vaste répertoire de chants comprenant des imitations d'autres espèces.

## Description
Le moqueur plombé est un oiseau marron avec le ventre plus clair et une bande marron foncé à la hauteur des yeux. Il mesure environ 25 cm de longueur.

## Alimentation
Il se nourrit principalement d'invertébrés (fourmis, termites et scarabées en particulier) et de fruits sauvages (de petite taille et avalés entièrement) ou cultivés (oranges et avocats). Les graines ne sont pas digérées, traversent intactes le tube digestif et sont dispersées dans la nature.
La plus grande part de l'alimentation est prise au sol, plus rarement en sautant, en vol ou à partir d'un perchoir.

## Reproduction
L'oiseau fait un nid de brindilles sèches en forme de bol peu épais sur les arbres et les arbustes, voire sur des nids plus grands abandonnés par d'autres oiseaux. La femelle pond 2 à 3 œufs vert-bleu, avec des taches marron. Elle couve parfois les œufs d'autres espèces. Le couple est aidé par un troisième ou quatrième individu,
peut-être issu d'une portée précédente.
Ils maintiennent les autres oiseaux à l'écart du nid.

## Comportement
L'espèce vit en bandes qui peuvent atteindre 13 individus. Dans le sud, ils ont plutôt tendance à former des couples.
Une des particularités du genre est le tremblement d'ailes (wing flashing / lampejo de asas) qui agite l'oiseau en diverses circonstances sans qu'il soit possible d'en déterminer la cause pour cette espèce alors que pour Mimus polyglottos, cette attitude est davantage liée à la capture des proies.

## Sous-espèces
D'après Alan P. Peterson, il en existe 4 sous-espèces :
- Mimus saturninus arenaceus Chapman 1890 ;
- Mimus saturninus frater Hellmayr 1903 ;
- Mimus saturninus modulator (Gould) 1836 ;
- Mimus saturninus saturninus (Lichtenstein) 1823.

## Galerie

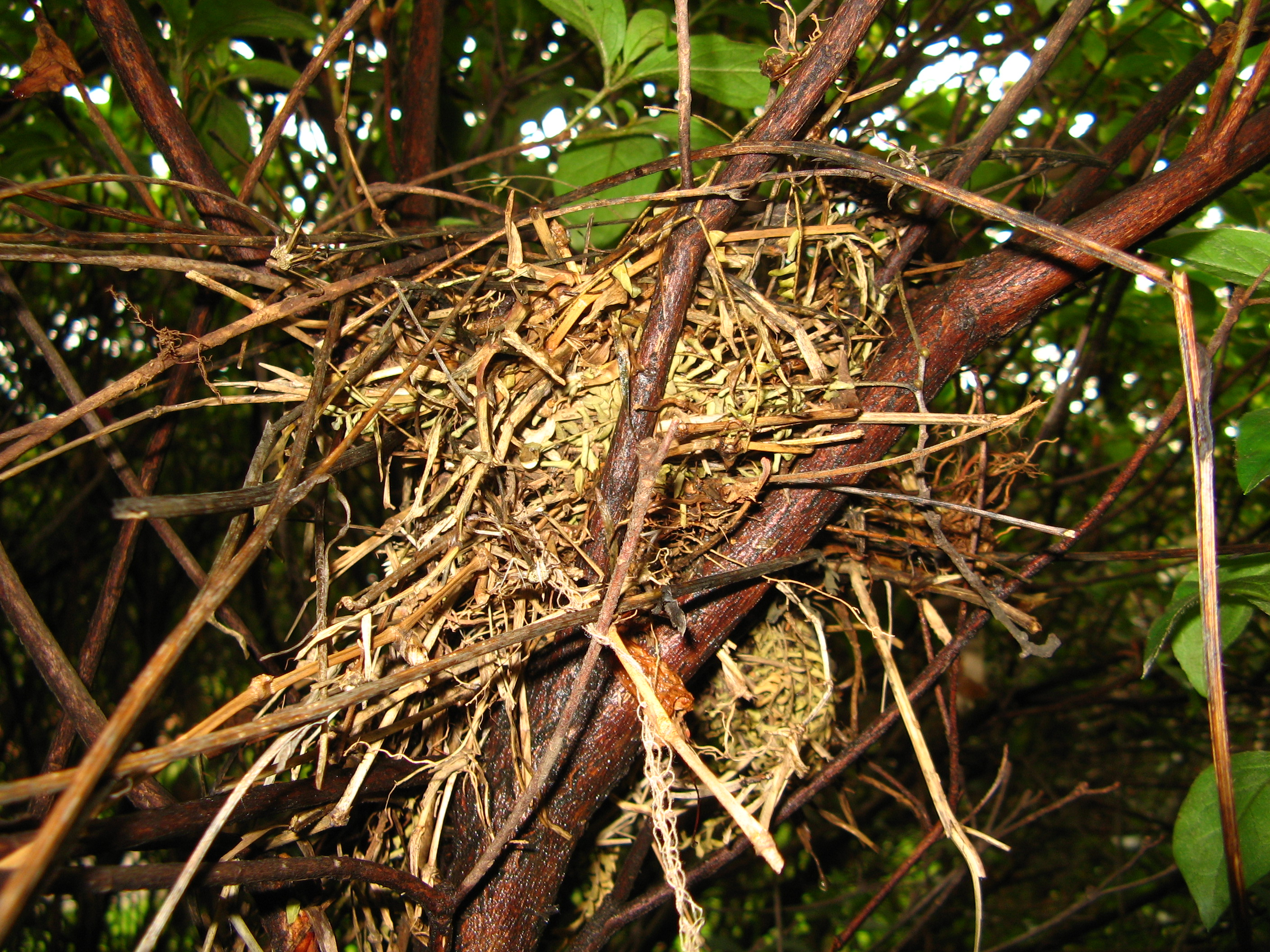
Nid
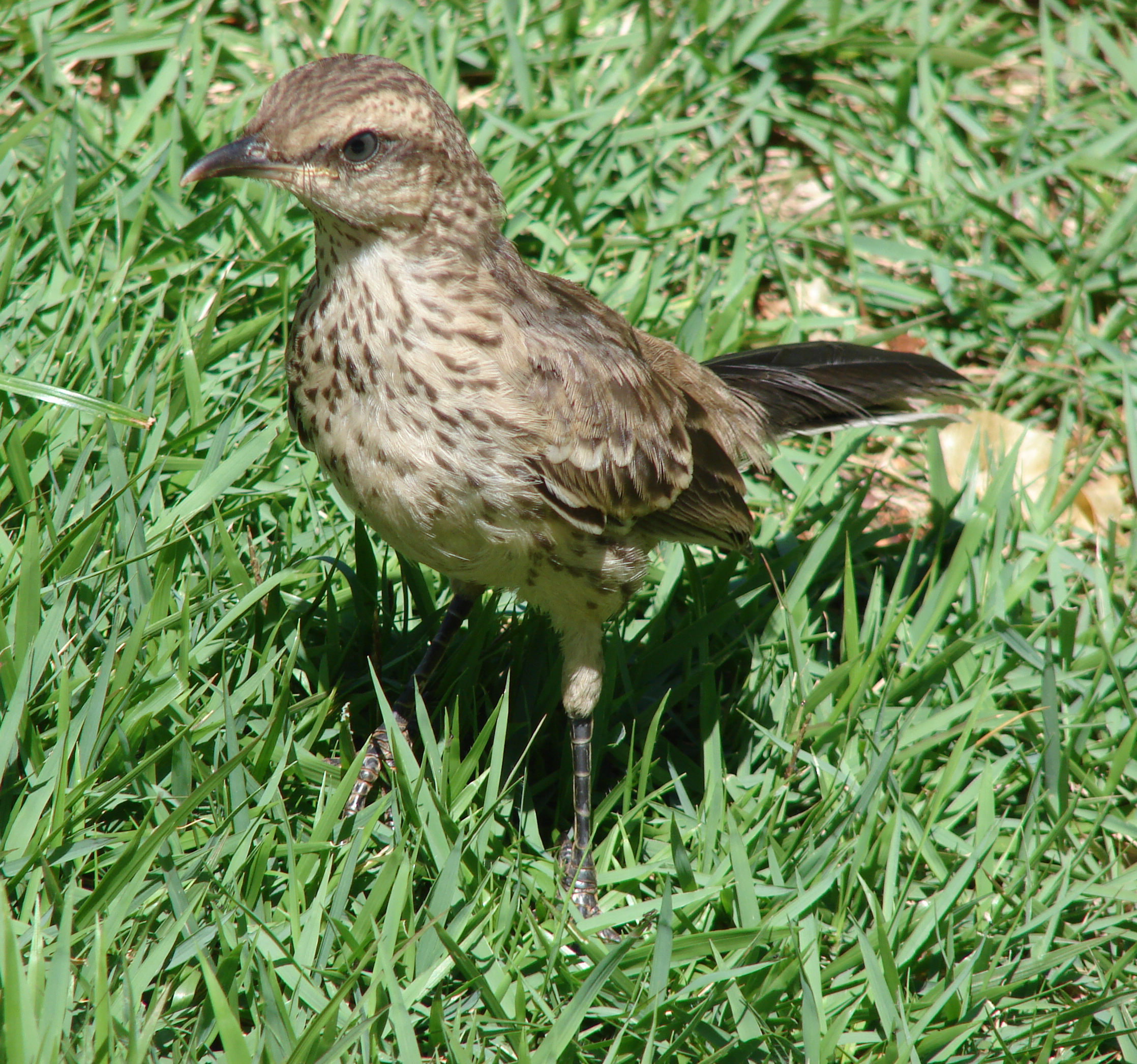
Immature
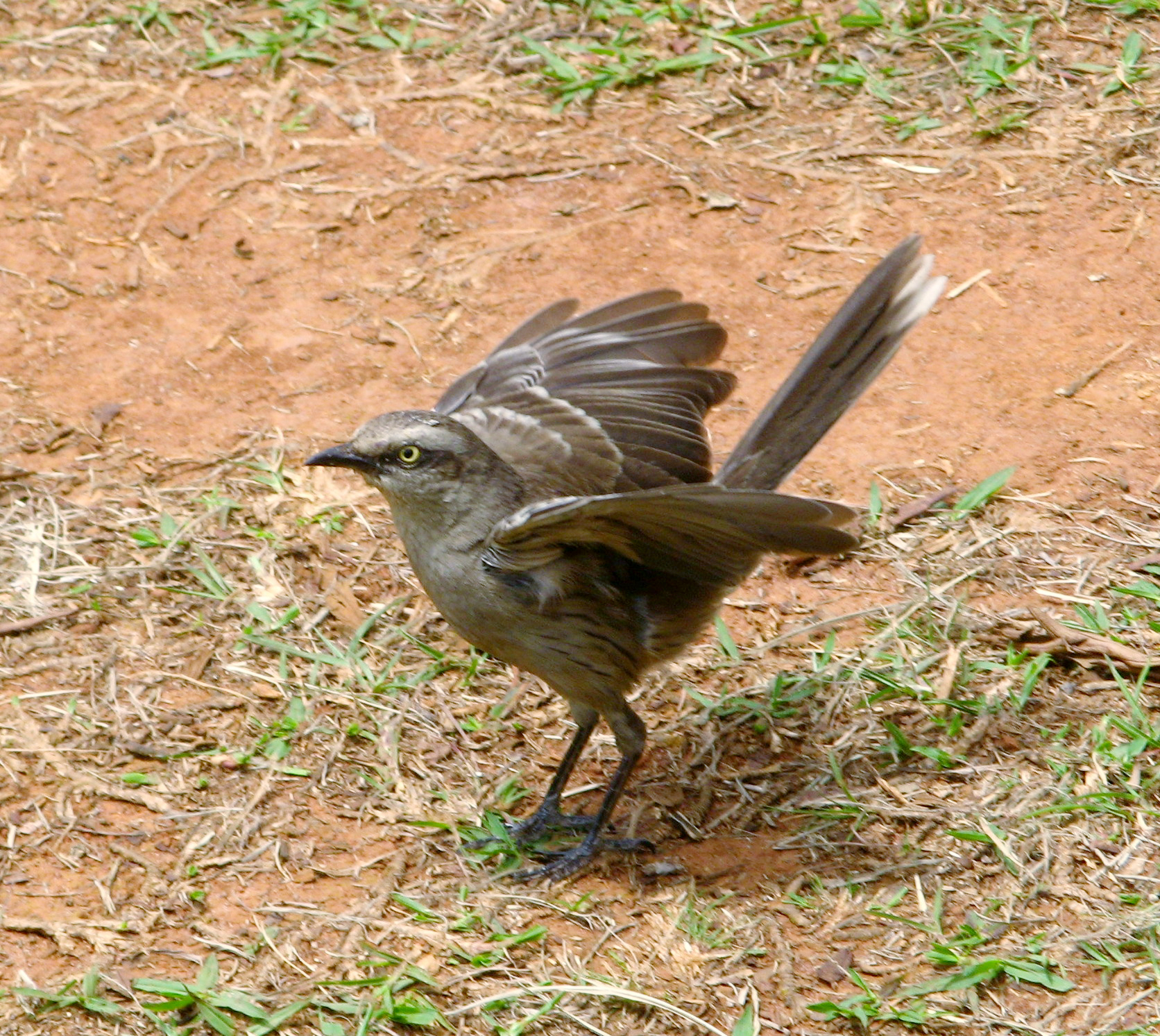
Battements d'ailes